# Orden Civil del Mérito de Telecomunicaciones y de la Sociedad de la Información
La Orden Civil del Mérito de Telecomunicaciones y de la Sociedad de la Información, fundada por el rey Juan Carlos I el 23 de junio de 1997, es la máxima recompensa civil española concedida como honor, distinción y reconocimiento públicos para premiar méritos, conductas, actividades o servicios relevantes o excepcionales en el ámbito de las telecomunicaciones y de la sociedad de la información. Esta orden se encuentra regulada por el real decreto 484/2009, de 3 de abril, por él se regula el régimen jurídico de las condecoraciones en el ámbito de las telecomunicaciones y el desarrollo de la sociedad de la información, norma completada por la Orden del Ministerio de Fomento de 23 de junio de 1997 por la que se aprueba el Reglamento de las Órdenes del Mérito Postal y de la Telecomunicación, y las Medallas al Mérito Filatélico y de la Radioafición. Esta condecoración puede concederse tanto a personas como entidades, españolas o extranjeras, pudiendo incluso en situaciones excepcionales entregarse a colectivos sin personalidad jurídica. En los casos en los que sea otorgada a de personas o entidades extranjeras, el Ministerio de Energía, Turismo y Agenda Digital de España debe efectuar una consulta al Ministerio de Asuntos Exteriores y de Cooperación para que éste exprese o no su beneplácito sobre la propuesta.

## Grados
La Orden Civil del Mérito de Telecomunicaciones y de la Sociedad de la Información cuenta con las siguientes categorías: 
- Gran-Placa
- Placa
- Medalla de Oro
- Medalla de Plata

El número de nombramientos se encuentra limitado, salvo circunstancias excepcionales, a la concesión anual de dos grandes placas y cuatro placas, sin que entren en dicho cómputo las otorgadas a personalidades extranjeras o a título póstumo. La concesión de las medallas no se encuentra limitada.
Las circunstancias que se valoran a la hora de conceder esta orden en cualquiera de sus categorías son las siguientes: 
1. La relevante labor que contribuya a la expansión o el perfeccionamiento de los servicios de telecomunicación.
2. La creación científica, artística o técnica y la dedicación relevante a la investigación y desarrollo en el ámbito de las telecomunicaciones.
3. La prestación de otros servicios de carácter extraordinario o de notoria utilidad para los intereses generales de telecomunicación.

El Consejo de la Orden Civil del Mérito de Telecomunicaciones y de la Sociedad de la Información y de la Medalla al Mérito de la Radioafición ostenta la representación de la orden y es el encargado de informar los expedientes de propuesta de concesión. Se encuentra integrado en la Secretaría de Estado de Telecomunicaciones y para la Sociedad de la Información. Este consejo está compuesto por los siguientes miembros: 
- Gran Canciller, el titular del Ministerio competente, que ostenta la presidencia.
- Cancillería, la persona titular de la Secretaría de Estado de Telecomunicaciones y para la Sociedad de la Información, que ocupa la vicepresidencia.
- Vicecancillería, integrada por el titular de la Secretaría General de Telecomunicaciones y dos vocales, uno en posesión de la gran placa de esta orden y otro de la placa.
- El titular de la Dirección del Gabinete de la Secretaría de Estado de Telecomunicaciones y para la Sociedad de la Información.
- Secretaría, corresponde al titular de la Subdirección General de Ordenación de Telecomunicaciones.

En el procedimiento de concesión, la cancillería de la orden debe informar sobre la categoría de la condecoración, evaluar los méritos de acuerdo con los criterios de valoración y elevar propuesta de resolución al consejo, procediendo a la expedición de los títulos de las recompensas concedidas. La cancillería formula la propuesta de concesión, siendo requerido con carácter previo un informe favorable del consejo de esta orden.
Las grandes placas se otorgan mediante Real Decreto emitido por el Consejo de Ministros a propuesta del titular del Ministerio de Industria, Turismo y Comercio; las placas, mediante orden del titular del Ministerio de Industria, Turismo y Comercio a propuesta del titular de la Secretaría de Estado de Telecomunicaciones y para la Sociedad de la Información; y las medallas mediante resolución del titular de la Secretaría de Estado de Telecomunicaciones y para la Sociedad de la Información. El ingreso en la orden se realizará el 17 de mayo de cada año, coincidiendo con la celebración del Día Mundial de las Telecomunicaciones y de la Sociedad de la Información. Excepcionalmente, por razones de oportunidad o urgencia apreciadas por el consejo, el ingreso en la orden puede realizarse en otra fecha.
Los titulares de una gran placa, placa o medalla de la orden tendrán el derecho a ser considerados y denominarse miembros de la Orden Civil del Mérito de Telecomunicaciones y de la Sociedad de la Información y a recibir el tratamiento correspondiente.

## Descripción de las insignias
- Gran Placa: Cuenta con una placa y banda como insignias. 
  - La Gran Placa se coloca en el lado izquierdo del pecho y está fabricada en metal dorado, es de forma circular y cuenta con un diámetro de 80 milfmetros. La parte central está formada por un campo con forma de círculo, rodeado por una banda exterior esmaltada en color blanco en la que puede leerse la inscripción «MÉRITO DE TELECOMUNICACIÓN» escrito con caracteres dorados. La parte interior del círculo, de color azul, separada del blanco por un filo de metal de confección, lleva sobrepuesto, plateado, el emblema formado por seis rayos enlazados y, rodeando el campo circular, una corona de laurel realizada en esmalte verde, de la que parten cuatro aspas con fondo azul y perladas sus puntas en color blanco. Sobre el aspa superior aparece representada la corona real española. Entre cada dos aspas se sitúan tres rayos con fondo azul y otros sin fondo, de menor tamaño. Sobre todo el conjunto descrito, con forma circular y unidos en su parte inferior con un lazo, figuran una rama de roble y otra de palma esmaltadas en verde.
  - La Banda: Está confeccionada de seda de 100 milímetros de ancho, de color azul eléctrico, festoneada en sus bordes a todo lo largo por la repetición de haces de seis rayos enlazados bordados en oro. Este festón se sitúa seis milímetros del borde y el motivo se mostrará dentro de un rectángulo de 24 por 14 milímetros, siendo la mayor de las dimensiones de la parcela al borde. La banda se porta terciada del hombro derecho al lado izquierdo. Los extremos de la banda se encuentran unidos con un rosetón picado confeccionado con la misma tela que el resto de la cinta, y de él que pende la venera de la Orden.
  - Lleva anexo el tratamiento de Excelencia o Excelentísimo o Excelentísima o Excelentísimo Señor o Excelentísima Señora.
- La Placa: Posee los mismos elementos que la gran placa, diferenciándose de ésta únicamente en la apariencia del metal empleado en su realización, que es plateado. Lleva anexo el tratamiento de Ilustrísimo o Ilustrísima o Ilustrísimo Señor o Ilustrísima Señora.
- La Medalla de Oro: Es prácticamente idéntica a la placa, se diferencia en su tamaño, 50 milímetros de diámetro, y en que no muestra la corona de laurel y palma. Como en la gran placa y en la placa, aparecen representadas cuatro aspas con fondo azul, con un rayo con fonda azul situado entre ellas y diez sin fondo. La corona real aparece situada sobre el aspa superior. La medalla se porta pendiente de una cinta de 35 milímetros de ancho, con los mismos colores y dibujos que la banda. La cinta se sujeta con un pasador-hebilla del metal de confección.
- La Medalla de Plata: Únicamente se diferencia de la Medalla de Oro en el metal empleado, que es plateado.

## Desposesión de distinciones
El agraciado con cualesquiera de las categorías que haya sido sentenciado por la comisión de un delito doloso o pública y notoriamente haya incurrido en actos contrario a las razones determinantes de la concesión de la distinción podrá, en virtud de expediente iniciado de oficio o por denuncia motivada, y con intervención del Fiscal de la Real Orden, ser desposeído del título correspondiente a la distinción concedida, decisión que corresponde a quien la otorgó.